# Luciogobius ama
Luciogobius ama är en fiskart som först beskrevs av Snyder, 1909.  Luciogobius ama ingår i släktet Luciogobius och familjen smörbultsfiskar. Inga underarter finns listade i Catalogue of Life.